# Jesus with erection
Jesus with erection ist der Name einer satirischen Karikatur, die in einer Studentenzeitschrift der University of Oregon veröffentlicht wurde. Die Karikatur löste 2006 in den USA einige politische Debatten aus.

## Karikatur
Auf der handgezeichneten Karikatur sieht man Jesus von Nazareth nackt auf einem Kreuz mit einer Erektion. In derselben Ausgabe wurden noch elf weitere von Hand gezeichnete Karikaturen von Jesus abgebildet, unter anderem eine mit dem Titel Resurrection, auf der man den nackten Jesus, einen anderen nackten Mann küssend, sieht, und beide haben Erektionen.

## Kontext
Die Studenten argumentierten, sie wollten einen Dialog provozieren, nachdem so viele die Muslime kritisiert hatten nach der Mohammed-Karikaturen-Kontroverse im gleichen Jahr: einige Monate vor der Veröffentlichung der Jesus-Karikaturen hatte die dänische Zeitung „Jyllands-Posten“ satirische Karikaturen Mohammeds, des höchsten Propheten des Islams, veröffentlicht. Der Prophet wurde zum Beispiel mit einem Turban in Form einer Bombe auf dem Kopf dargestellt. Daraufhin gab es (vor allem) in arabischen Ländern heftige Proteste: viele Muslime betonten, dass ebendiese Karikaturen die Respektlosigkeit versinnbildliche, mit welcher der „Westen“ dem Islam begegne. Botschaften „westlicher“ Länder (im Speziellen dänische Botschaften) wurden angegriffen, eine christliche Nonne wurde in Somalia ermordet.
Auf der einen Seite fühlten sich viele Muslime diskriminiert aufgrund der Mohammed-Karikaturen, auf der anderen Seite äußerten sich viele im „Westen“, dass Journalisten in Europa frei sind, zu publizieren was sie möchten wenn dies keine Menschenrechte verletze. „Meinungsfreiheit“ sei ein fundamentales Menschenrecht, das in islamischen Ländern nicht respektiert würde.
In ähnlichem Zusammenhang fand der Holocaust-Karikaturen-Wettbewerb und der darauffolgende Israelische antisemitische Karikaturen-Wettbewerb statt.

## Reaktionen
Nachdem die Jesus-Karikaturen veröffentlicht worden waren, verlangten verschiedene religiöse und konservative Gruppierungen in den USA, dass die Studenten sich öffentlich für die Publizierung der anstößigen Karikaturen entschuldigen sollten; sie verlangten auch, dass die Studentenzeitung nicht mehr von der staatlichen Universität Oregon finanziert würde. Der Präsident der Catholic League (der katholischen Liga), William Donohue, sagte, der Präsident der Universität, David B. Frohnmayer, sei in gewissem Sinne verantwortlich für dieses „Debakel“, weil er nicht auf Kritiken von Seiten der Gegner der Karikaturen eingegangen sei und weil er nichts unternommen hatte gegen die Veröffentlichung der Jesus-Karikaturen. Er sagte, dass Jesus with erection einen der obszönsten Angriffe gegen das Christentum darstelle, mit denen er in seinem Leben je konfrontiert worden sei. Die konservative Fernsehshow „The O’Reilly Factor“ verlangte vom Präsidenten der Universität, David Frohnmayer, sein Amt niederzulegen.
Auf der anderen Seite verteidigten der Oregon Daily Emerald und der Oregon Commentator, zwei Zeitschriften die von derselben Universität finanziert werden, öffentlich das Recht der Studenten auf freie Meinungsäußerung. Sie befürworteten auch, basierend auf einem Urteil des Obersten Gerichtes der USA (Fall „Southworth“, 2006), die Entscheidung Frohnmayers, die kontroverse Zeitschrift weiterhin zu unterstützen.